# III Regió Militar

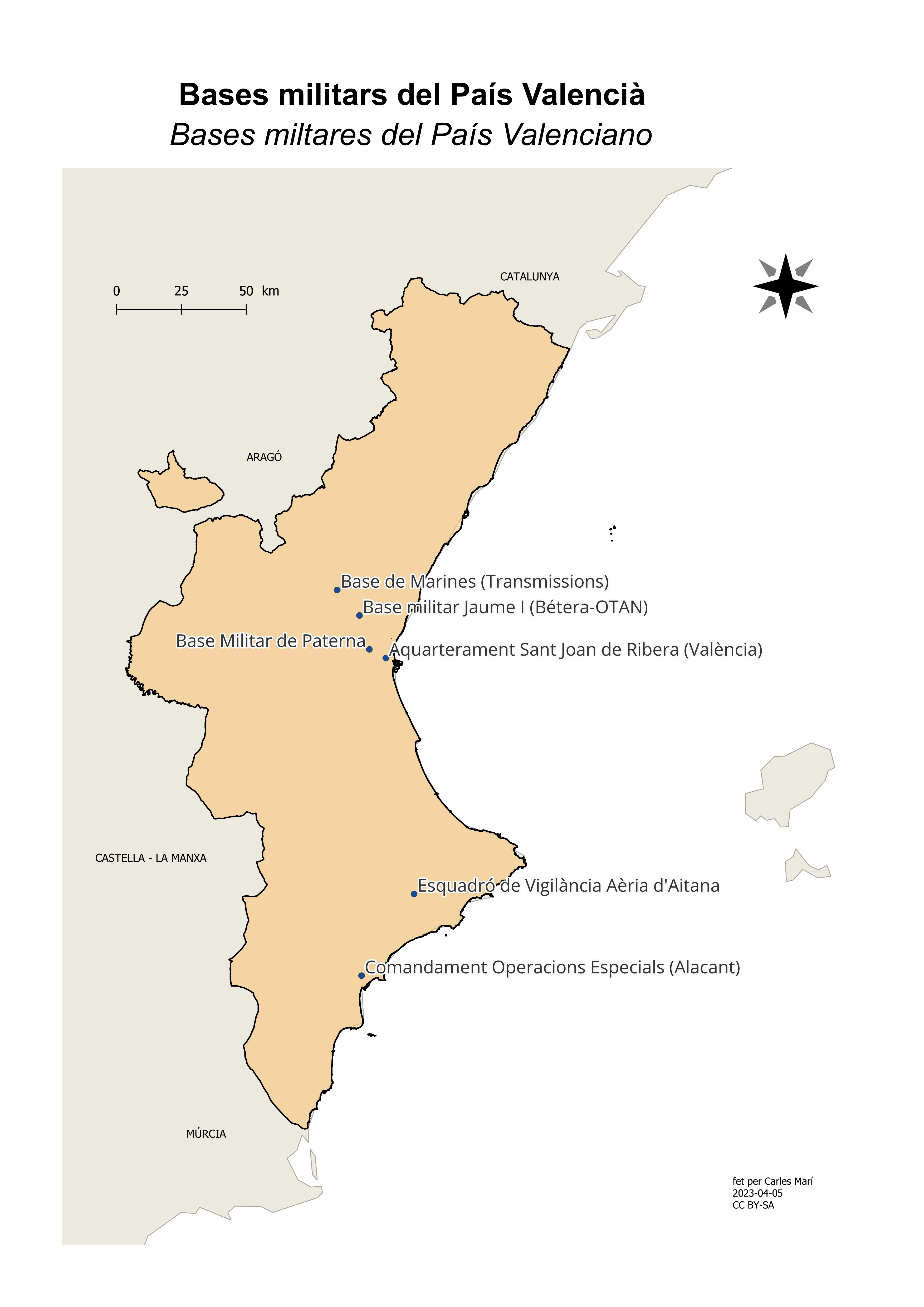
Principals bases militars al País Valencià, inclòs dins de la III Regió Militar.

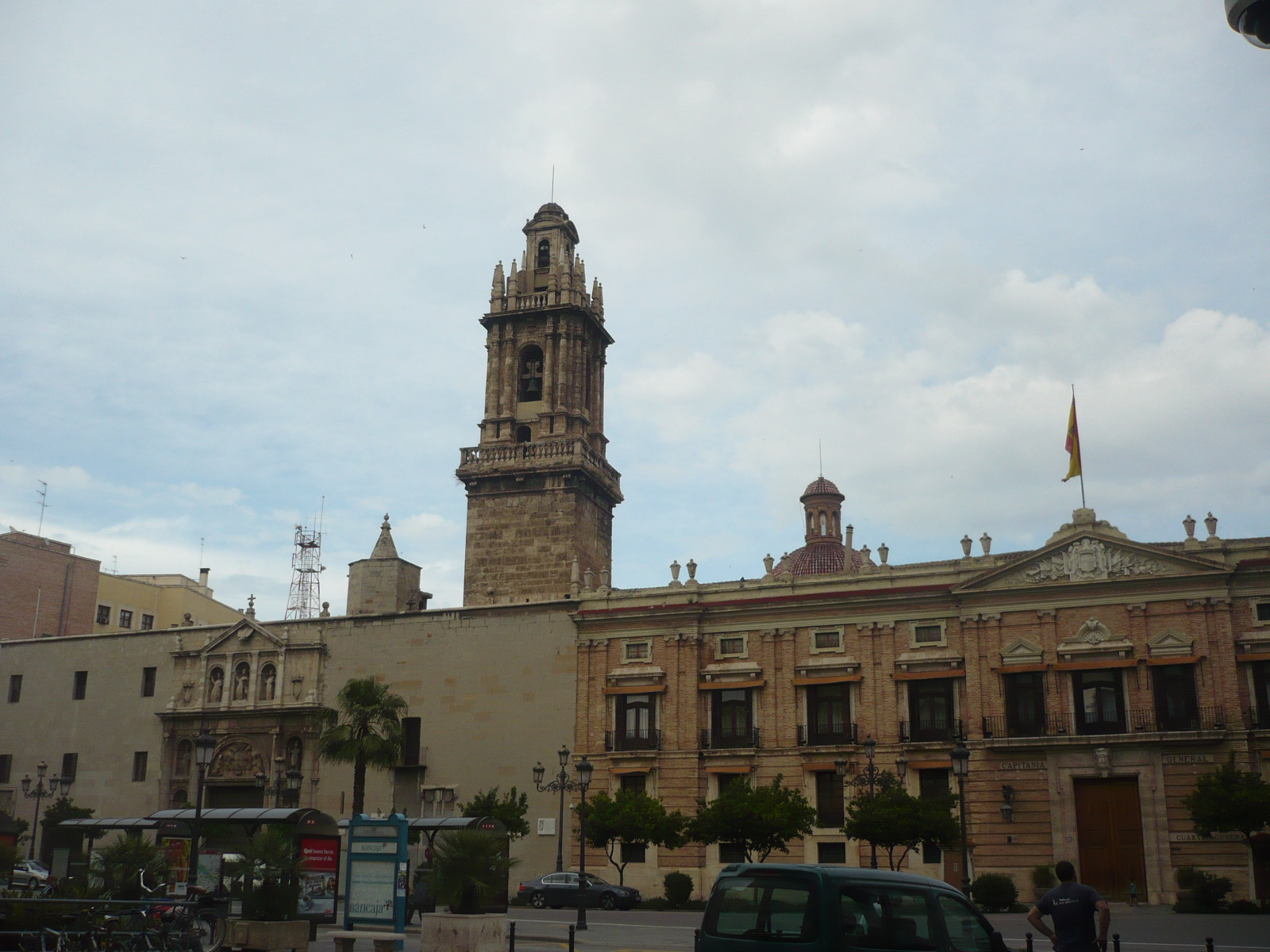
Convent de Sant Domènec (València), l'antiga seu de Capitania situada al costat de l'antiga Ciutadella de València.

La III Regió Militar, també coneguda com a Capitania General de València, va ser una subdivisió històrica del territori espanyol des del punt de vista militar quant a l'assignació de recursos humans i materials amb vista a la defensa. La seva jurisdicció militar s'estenia per les províncies de l'actual País Valencià, Regió de Múrcia i la Província de Conca; La seu de la Capitania General es trobava a València.

## Territori
Comprenia sis províncias: València, Castelló, Alacant, Albacete, Conca i Múrcia. La Regió Militar, no obstant això, respon ja a un model de defensa territorial històric, ja que des de 2002 les Forces Armades espanyoles s'organitzen en unitats tàctiques en funció de les comeses i missions assignats.

## Història

### Orígens
La divisió d'Espanya en Capitanies Generals data de 1705, quan es van ajustar als antics regnes que constituïen la Monarquia Hispànica. Es tractaven de tretze regions: Andalusia, Aragó, Burgos, Canàries, Castella la Vella, Catalunya, Extremadura, Galícia, Costa de Granada, Guipúscoa, Mallorca, Navarra i València.
En 1898 es va tornar a dividir el territori peninsular en set noves Regions Militars, alhora que es van constituir les Comandàncies Generals de Balears, Canàries, Ceuta i Melilla. La III Regió Militar té el seu origen en la Capitania General de València, mantenint seu i les cinc províncies dels antics regnes de València i de Múrcia, agregant-se temporalment la província de Conca de la Capitania General de Castella la Nova.

### Segle XX
Després de la proclamació de la Segona República, un decret governamental va dissoldre les regions militars i les va substituir per les Divisions Orgàniques. El juliol de 1936, el cap de la III División Orgánica era el general de brigada Fernando Martínez-Monje Restoy.
Al juliol de 1939, després d'acabar la Guerra Civil Espanyola queden restablides les regions militars. A la III Regió s'assigna el III Cos d'Exèrcit amb dues divisions: la 31a (València) i la 32a (Alacant). El nombre de Regiments era llavors de tretze: 7 d'infanteria, 1 de cavalleria, 3 d'artilleria de campanya, 1 d'antiaeris i 1 d'Enginyers.
Durant els primers moments del fallit Cop d'estat del 23 de febrer de 1981 l'aleshores capità general de la zona, el Tinent general Jaime Milans del Bosch, es va unir a la revolta i va decretar l'Estat de Guerra a tota la regió sota la seva jurisdicció. Aquella nit del 23 de febrer, Milans del Bosch va arribar a treure als carrers de València 1.800 efectius militars i 60 carros de combat que van arribar a retransmetre's en Televisió. La ciutat estava envoltada de militars amb blindats i altres camions de l'exèrcit que havien sortit de les bases de Bétera i Paterna. Una columna blindada es dirigia a la base aèria de Manises per convèncer el seu comandant que se sumés al cop, però aquest no ho va fer, amenaçant fins i tot amb fer desplegar dos caces amb míssils contra els tancs, de manera que aquests optaren per tornar. A més, davant la clara negativa del rei Joan Carles I a secundar als colpistes, el capità general va haver d'obeir les ordres del monarca i va retirar les tropes dels carrers.
A excepció de Madrid (I Regió Militar), a cap altra regió militar va haver-hi conats colpistes. L'endemà va ser detingut i posteriorment seria jutjat pel fracassat intent de cop d'estat.
Després de l'arribada al poder de Felipe González després de les eleccions generals espanyoles de 1982, va tenir lloc una progressiva reestructuració de les Forces Armades d'Espanya i la Regió Militar desaparegué amb caràcter general amb el Reial decret de 6 de setembre de 2002 en el marc de la reorganització de les forces de l'Exèrcit de Terra.